# Moviecam (Filmtechnikhersteller)
Moviecam ist der Name einer ursprünglich aus Wien stammenden Firma für Filmequipment und Filmkameras. Das Unternehmen gehört heute zu ARRI.
Unter dem Markennamen Moviecam bietet ARRI Rental seit 2021 großformatige Objektive mit LPL-Mount an. Die Brennweiten reichen von 16 mm bis 180 mm, alle Objektive haben eine Blendenöffnung von T 2, ausgenommen die Brennweiten 100 mm, 135 mm und 180 mm (T 2.8).

## Geschichte
Ursprünglich in Wien als Projekt der Filmproduktionsfirma Moviegroup von Fritz Gabriel Bauer und Walter Kindler in den späten 1960er Jahren gegründet, da sich Bauer über die geringe Qualität der zur Herstellung von Untertitel notwendigen Kamera ärgerte und auf eigene Faust eine Filmkamera baute. Dazu schaffte er eine amerikanische Filmkamera (vermutlich Mitchell oder Panavision) an und verwendete das Greiferwerk zum Aufbau seiner Kamera. Die so entstandene Moviecam 1 kam 1976 heraus.
Der große Entwicklungsaufwand, der für ein von Grund auf neu zu entwickelndes Filmkamerasystem notwendig war, führte zur formellen Gründung von Moviecam als Unternehmen im Jahr 1976. Die im Folgejahr erschienene Moviecam 2 galt als die leiseste SyncSound-Kamera der damaligen Zeit und verfügte bereits ab Werk über einen Video-Assistenten, der die zeitgleiche Betrachtung des Kamerabildes über einen Bildschirm ermöglichte. Obwohl später nur drei Kameramodelle (SuperAmerica, Compact und SL) in nennenswerten Stückzahlen für den internationalen Einsatz hergestellt wurden, zeichneten sich die von Moviecam hergestellten Kameras durch hochwertiges Design und einfache Bedienung, vor allem im Vergleich zu den zeitgenössischen Modellen von Arri und Panavision, aus.
Arnold & Richter übernahm das Unternehmen in den 1990er Jahren, zu dieser Zeit wurden rund 60 Kameras pro Jahr erzeugt. Der Stückpreis betrug eine Million Schilling pro Exemplar. Bei ARRI entwickelte Bauer zusammen mit Walter Trauninger und ihrem Kameraentwicklungsteam das Arricam-System, welches das grundlegende Design der Moviecam-Kameras mit präzisen elektronischen Teilen und Einflüssen des von ARRI entwickelten Kamerazubehörs erfolgreich kombinierte.
Zu den Kameramännern, die im Laufe ihrer Karriere mit Moviecams arbeiteten, zählten unter anderem Walter Kindler, Xaver Schwarzenberger, Gerard Vandenberg, Helmut Pirnat und Janusz Kamiński. Bei Eyes Wide Shut von Stanley Kubrick kam aufgrund der vielen Steadycam-Szenen die handliche Moviecam SL zum Einsatz.

## Arricam
Die als Nachfolger der Moviecam auf den Markt gebrachten Arricam-Kameras erschienen 2000 und sind nach wie vor die dominierende Kamerareihe der 35-mm-Produktreihe aus dem Hause ARRI. Obwohl Moviecam-Kameras seit gut zehn Jahren nicht mehr hergestellt werden, sind sie aufgrund ihrer Qualität und Ausstattung oftmals noch im Einsatz, um der gleichbleibend hohen Nachfrage gerecht zu werden.
Im Jahr 2010 veröffentlichte Moviecam ein von Fritz Gabriel Bauer mitentwickeltes digitales Fokussierungs-Tool namens Moviecam EasyFocus, ein hochpräzise arbeitendes Messsystem mit Laser, unter anderem für Aufnahmen von Dollys und Kamerakränen aus.

## Produkte

### Kameratypen
- Moviecam 1 (1976)
- Moviecam 2 (1977)
- Moviecam 3N (1980)
- Moviecam Super/SuperAmerica (1984)
- Moviecam Compact (1990)
- Moviecam Superlight/SL (1996)
- Moviecam Compact MK2 (2004)

### Zubehör
- Moviecam EasyFocus (2010)